# Радовањски луг
Радовањски луг је спомен-комплекс, који се налази у столетној шуми у атару села Радовање. Спомен-комплекс обухвата обележено место убиства и првобитан гроб вожда Ђорђа Петровића Карађорђа, цркву посвећену Светом архангелу Гаврилу, познату и под именом црква Захвалница, недавно изграђени парохијски дом, летњу позорницу и улазну капију у Радовањски луг. Налази се на 8,5 km од Велике Плане и обухвата површину од 46 ha. Радовањски луг, као природно-меморијални споменик има статус непокретног културног добра као знаменито место од изузетног значаја.

## Историјат
После три године изгнанства, Карађорђе се са својим пратиоцем писаром Наумом Крнаром, 1817. године тајно вратио у Србију из Русије. На препоруку свог кума, народног старешине Вујице Вулићевића склонио се у колибу од проштаца на трло Драгића Војкића у Радовањском лугу. По налогу Кнеза Милоша, који се бојао за своју власт, у рано јутро 13, односно 26. јула по новом календару, на празник архангела Гаврила, завереници су секиром усмртили уснулог Карађорђа. Војвода Вујица Вулићевић који је учествовао у убиству, као чин покајања подигао је недалеко одавде у атару Старог Села своју задужбину, цркву брвнару Покајницу. Сахранили су га у гробу на сто корака од колибе према потоку, без главе, које су по наређењу кнеза Милоша одране, препариране и отпремљене у Цариград, да би се стекла наклоност и поверење Порте. Доцније је Карађорђево тело било више пута премештано и сахрањивано, да би најзад било сахрањено у династичкој задужбини Карађорђевића, у цркви Светог Ђорђа на Опленцу.
Првобитни гроб вође Првог српског устанка је 1845. године обележена великим дрвеним крстом, а данас садржи мермерну плочу са текстом, велики дрвени крст и гвоздену ограду.

## Црква Захвалница
На месту убиства Вожда Карађорђа 1920. године је положен камен темељац за спомен цркву посвећену Светом архангелу Гаврилу - цркву Захвалницу. Народ је цркву назвао Захвалница, у знак захвалности за сва дела вође Првог српског устанка.
Подигнута је према пројекту архитекте Василија Андросова, као минијатура опленачке цркве. Представља једнобродну грађевину, димензија 13,58 x 10,53m, чији врх краси осмострана купола. Црква је зидана од опеке, у српско-византијском стилу, са оскудном архитектонском декорацијом. Унутрашњост храма је подељена на припрату, наос и олтарски простор, који се наводно налази на месту где је убијен Карађорђе. Иконостас, који дели олтар од наоса, садржи седам икона и рађен је под утицајем српског средњовековног сликарства. У наосу цркве је изложен Карађорђев портрет у природној величини, димензија 210 x 110 cm, рад познатог српског сликара Паје Јовановића.